# Jin Air
Jin Air Co. Ltd — бюджетная авиакомпания в Южной Корее. Является дочерней компанией Korean Air. Jin Air начала выполнять рейсы между регионами Южной Кореи в июле 2008 года. В октябре 2009 года Jin Air запустила рейсы в Макао, Гуам и Бангкок. Её штаб-квартира располагается в Сеуле, в районе Дынчхондон, Кансогу.

## Флот
На момент запуска компания Jin Air располагала 4 суднами Boeing 737—800, оснащенными 180-189 местами одного класса. Позднее количество было увеличено до 8.
Флот на 2021 год; 
| Тип в/с          | В эксплуатации | Заказно | Примечание             |
| ---------------- | -------------- | ------- | ---------------------- |
| Boeing 737 800   | 20             | 0       |                        |
| Boeing 777 200ER | 4              | 0       | Переданы от Korean air |